# En dag skinner solen også på en hunds røv
En dag skinner solen også på en hunds røv er en roman fra 2007 skrevet af Sanne Munk Jensen.

## Handling
Bogen handler om pigen Alma og hendes halvlillesøster Amelia. Pigerne bor hos deres mor, men passer meget sig selv, indtil Alma kommer på efterskole. Her får hun en god veninde, Julie, og da opholdet på skolen er slut, flytter de begge i et kollektiv. Alma har også en kæreste, hvilket gør Julie jaloux. 
Imens har Amelia det ikke så godt, og hun flytter ind til Alma i kollektivet, hvilket Alma ikke er alt for begejstret for. Amelia får et job og får det bedre i en periode. Men bedst som Alma synes, at det hele går fint, opdager hun, at Amelia tager stoffer. Alma sender derpå Amelia hjem til deres mor, men Amelia stikker af, flytter til Esbjerg og får en meget ældre kæreste.
Da Alma finder ud af, at moren er død, bliver hun følelsesmæssigt splittet og drikker sig fuld. Hun får hjælp af Tobias og kommer på fode igen. Imidlertid dør Amelia i en bilulykke sammen med sin kæreste Kim, og Alma har endnu engang svært ved at håndtere ulykkerne, men kommer til slut ovenpå igen.